# Liste der Naturdenkmale in Gensingen
Die Liste der Naturdenkmale in Gensingen nennt die im Gemeindegebiet von Gensingen ausgewiesenen Naturdenkmale (Stand 1. Mai 2024).

## Naturdenkmale
| Nr.         | Bezeichnung                     | Lage                                                           | Beschreibung                                                              | Bild                                    |
| ----------- | ------------------------------- | -------------------------------------------------------------- | ------------------------------------------------------------------------- | --------------------------------------- |
| ND-7339-010 | Vogelschutzgehölz Auf der Insel | nördlich des Ortes; Fluren Auf der Insel und Am Mühlteich Lage | Bachniederung mit Vogelschutzgehölz; flächenhaftes Naturdenkmal, ca. 5 ha | Direkt Bild zu diesem Denkmal hochladen |